# Швейцария на «Евровидении-1956»
Швейцария дебютировала в «Евровидении 1956», проходившем в Лугано, Швейцария, 24 мая 1956 года. На конкурсе страну представила Лиз Ассиа с двумя песнями — «Das alte Karussell» на немецком и «Refrain» на французском. С первой композицией певица выступила под номером 2, затем с другой — под номером 9. По результатам голосования жюри, была выбрана одна победная песня («Refrain»).
Комментатором конкурса от Швейцарии стал Роберт Бёрнье (TSR). Лиз Ассиа выступила в сопровождении оркестра под руководством Фернандо Паджи.

## Национальный отбор
Национальный отбор прошёл 28 апреля 1956 года в Лозанне, где Лиз Ассиа представила сразу 5 песен. На конкурсе «Евровидения» Ассиа выступила в сопровождении хора «Квинтета Радиоза», как и на отборе, но везде было указано о сольном исполнении.
| №  | Исполнитель                    | Песня                                    |
| -- | ------------------------------ | ---------------------------------------- |
| 1  | Джо Роланд                     | «Vendredi»                               |
| 2  | Лиз Ассиа                      | «Sei doch nicht so eifersüchtig»         |
| 3  | Лиз Ассиа и «Квинтета Радиоза» | «Das alte Karussell»                     |
| 4  | Джо Роланд                     | «L'allée aux ormeaux»                    |
| 5  | Анита Траверси                 | «Bandella ticinese»                      |
| 6  | Джо Роланд                     | «La ballade des bonnes années»           |
| 7  | Лиз Ассиа и «Квинтета Радиоза» | «Le bohémien»                            |
| 8  | Джо Роланд                     | «Les deux coquins (l'argent et l'amour)» |
| 9  | Джо Роланд                     | «J'ai triché»                            |
| 10 | Лиз Ассиа и «Квинтета Радиоза» | «Addio Bella Napoli»                     |
| 11 | Лиз Ассиа и «Квинтета Радиоза» | «Refrains»                               |